# 바덴바덴 밀약
바덴바덴 밀약(일본어: バーデン=バーデンの密約 바덴바덴노미쓰야쿠[*])은 1921년(다이쇼 10년), 일본 육군사관학교 16기 동기생 3명이 육군의 개혁을 다짐했다는 사건이다.
1921년 10월 27일, 유럽 출장중이었던 오카무라 야스지, 스위스 공사관 주재무관 나가타 테츠잔, 러시아 대사관 주재무관 오바타 토시로 이 3명이 독일 남부의 휴양지 바덴바덴에서 다가올 전쟁을 대비해 인사쇄신과 군제개혁을 단행하여 군의 현대화와 국가총동원 체제의 확립, 마사키 진자부로·아라키 사다오·하야시 센주로 등의 옹립, 육군내 조슈벌 타도, 각 기의 유능한 동지 획득·결집 등 육군 개혁과 만몽문제의 조기해결, 혁신운동의 단행을 맹세했다고 한다.
이에 앞서 1913년(다이쇼 2년)에서 1919년(다이쇼 8년) 사이 이 세 사람은 육군의 정폐사에 분개하고 황군의 위용을 재건하는 혁신을 지향하는 스터디 그룹을 만들었다. 연구회를 하는 장소는 오바타의 집이었으며, 토요일에는 도조 히데키도 찾아왔다고 한다. 1920년(다이쇼 9년), 바덴바덴 3인을 주축으로 한 동우사(同憂の士)는 조슈벌에 의해 고립되어 있던 마사키 진자부로 군사과장을 옹호할 것을 비밀리에 합의했다.
1922년(다이쇼 11년)에서 1923년(다이쇼 12년) 나가타와 오바타가 귀국하면서 그들의 동지는 증가했고 1927년(쇼와 2년)에는 떡잎회(二葉会)라는 사조직을 결성했다. 나가타는 스즈키 데이이치가 결성한 목요회와 결합하려고 했다. 오바타 등이 반대했지만 나가타의 교묘한 정치수완에 의해 1929년(쇼와 4년) 5월 떡잎회와 목요회는 합병하여 일석회가 결성된다.
나가타와 오바타의 친밀한 관계는 1928년(쇼와 3년) 가을 무렵까지 지속되었다. 대령으로 승진하면서 나중에는 왕래가 없어지고 편지 교환도 없어졌다.
1932년(쇼와 7년), 작전과장에 취임한 오바타는 제1차 상해사변과 만주사변에 관하여 작전본위의 계획을 요구했기 때문에 편성과장 도조와 충돌, 또한 군사과장이었던 나가타와도 싸우게 되었다.
1932년 후반기에 일석회는 나가타를 중심으로 한 통제파와 오바타를 중심으로 한 황도파로 분열했다.